# Jōmon Sugi
Jōmon Sugi (縄文杉?) es un gran árbol milenario de la especie Cryptomeria que se encuentra en Yakushima, en Japón. Esta isla fue declarada Patrimonio de la Humanidad por la UNESCO, en 1993 por la especialidad de los bosques donde se encuentra este árbol. El Jōmon Sugi constituye el ejemplar más grande y más antiguo, en los bosques primarios de cryptomeria de la isla y se le estima una antigüedad entre 2.170 y 7,200 años. Otras estimaciones de la edad de este árbol oscilan entre un mínimo de 5.000 y más de 6.000 años, o incluso más de 7.000 años.  Su nombre procede del periodo Jōmon de la prehistoria japonesas.

El Jōmon Sugi tiene una altura de 25.3 m y un volumen de aproximadamente 300 m³.

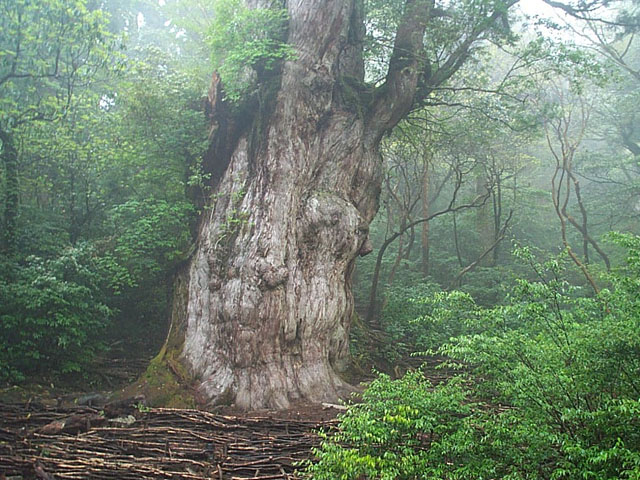
El Jōmon Sugi se encuentra situado en la isla de Yakushima, es el espécimen más viejo y más grande de Cryptomeria japonica.

El Jōmon Sugi se encuentra al norte de la Miyanoura-dake, el pico más alto de Yakushima, en una elevación de 1300 m (4300 pies).  Su descubrimiento en 1968 inició los movimientos para proteger los bosques de la isla y dio también origen a la industria turística de Yakushima, que supone más de la mitad de su economía.
Al Jomon Sugi se accede a través de la ruta de Kusugawa (este de Miyanoura) y el Arakawa Trail (a partir de la presa de Arakawa), pero requiere para llegar una caminata de montaña de cuatro a cinco horas desde la carretera más cercana Después de la designación de Yakushima como Patrimonio de la Humanidad en 1993, las autoridades locales restringieron el acceso al árbol a una plataforma de observación construida a una distancia de 15 metros del árbol.
El árbol tiene una altura de 25,3 m (83,0 pies) y un perímetro de 16,4 m (53,8 pies). Su volumen aproximado es de 300 m³, lo que la convierte en la conífera más grande de Japón.
Desde abril de 2009 está hermanado con el Tāne Mahuta en la selva de Waipoua en Nueva Zelanda.